# Anikó Kéry
Anikó Kéry (Budapest, Hungría, 3 de marzo de 1956) es una gimnasta artística húngara, medallista de bronce olímpica en 1972.

## 1972
En los JJ. OO. de Múnich gana el bronce en equipos, tras la Unión Soviética y Alemania del Este, siendo sus compañeras de equipo: Ilona Békési, Mónika Császár, Márta Kelemen, Zsuzsa Nagy y Krisztina Medveczky.